# Amt Röbel-Land

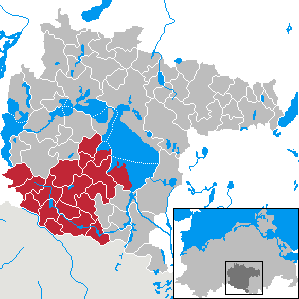
Amt Röbel-Land im Landkreis Müritz

Im Amt Röbel-Land im ehemaligen Landkreis Müritz in Mecklenburg-Vorpommern, das seit 1992 existierte, waren die 18 Gemeinden Altenhof, Bollewick, Buchholz, Bütow, Fincken, Gotthun, Grabow-Below, Groß Kelle, Jaebetz, Kambs, Kieve, Leizen, Ludorf, Massow, Minzow, Sietow, Stuer, Wredenhagen und Zepkow zur Erledigung ihrer Verwaltungsgeschäfte zusammengeschlossen. Der Amtssitz befand sich in der nicht amtsangehörigen Stadt Röbel/Müritz. Die vormals selbständige Gemeinde Minzow wurde am 13. Juni 2004 nach Leizen eingemeindet. Am 1. Januar 2005 wurde das Amt Röbel-Land aufgelöst und die Gemeinden zusammen mit den Gemeinden des ebenfalls aufgelösten Amtes Rechlin und der vormals amtsfreien Stadt Röbel/Müritz in das neue Amt Röbel-Müritz überführt.